# Stazione di Tiggiano
Stazione di Tiggiano vasútállomás Olaszországban, Puglia régióban, Tiggiano településen.

## Vasútvonalak
Az állomást az alábbi vasútvonalak érintik:
- Maglie–Gagliano del Capo-vasútvonal

## Kapcsolódó állomások
A vasútállomáshoz az alábbi állomások vannak a legközelebb: 
- Stazione di Alessano-Corsano (Stazione di Gagliano Leuca, Maglie–Gagliano del Capo-vasútvonal)
- Stazione di Tricase (Zollino railway station, Maglie–Gagliano del Capo-vasútvonal)